# 모리타니땃쥐
모리타니땃쥐(Crocidura lusitania)는 땃쥐과에 속하는 포유류의 일종이다. 알제리와 부르키나 파소, 에리트레아, 에티오피아, 감비아, 기니, 기니비사우, 니제르, 나이지리아, 세네갈, 시에라리온에서 발견된다. 자연 서식지는 건조한 사바나 숲과 아열대 또는 열대 기후 지역의 건조한 관목 지대이다.